# Catch 22 (альбом)
Catch 22 — восьмой полноформатный студийный альбом шведской группы Hypocrisy, выпущенный в 2002 году лейблом Nuclear Blast.

## Список композиций
Слова и музыка всех песен — Hypocrisy.
| №                   | Название                                  | Длительность |
| ------------------- | ----------------------------------------- | ------------ |
| 1.                  | «Don't Judge Me»                          | 2:28         |
| 2.                  | «Destroyed»                               | 3:56         |
| 3.                  | «Edge of Madness»                         | 4:59         |
| 4.                  | «A Public Puppet»                         | 3:40         |
| 5.                  | «Uncontrolled»                            | 4:41         |
| 6.                  | «Turn the Page»                           | 4:05         |
| 7.                  | «Hatred»                                  | 4:46         |
| 8.                  | «Another Dead End (For Another Dead Man)» | 3:44         |
| 9.                  | «Seeds of the Chosen One»                 | 5:06         |
| 10.                 | «All Turns Black»                         | 4:24         |
| Общая длительность: | Общая длительность:                       | 41:49        |

## Участники
Hypocrisy
- Петер Тэгтгрен — вокал, гитары, клавишные
- Ларс Сёке — ударные
- Микаэль Хэдлунд — бас